# Newcomb (cratère martien)
Pour les articles homonymes, voir Newcomb.

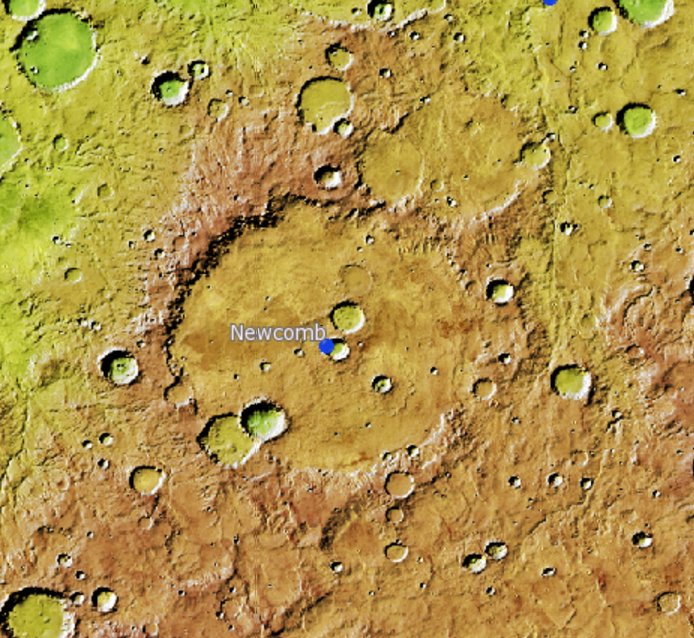
Le cratère martien Newcomb.

Newcomb est un cratère d'impact de 252 km situé sur Mars dans le quadrangle de Sinus Sabaeus par 24,2°S et 1,0° E, à l'ouest de Noachis Terra.